# NGC 4415
NGC 4415 is een spiraalvormig sterrenstelsel in het sterrenbeeld Maagd. Het hemelobject ligt 48,5 miljoen lichtjaar van de Aarde verwijderd en werd op 28 december 1785 ontdekt door de Duits-Britse astronoom William Herschel.

## Synoniemen
- UGC 7540
- MCG 2-32-52
- ZWG 70.78
- VCC 929
- PGC 40727